# Schlangenweg (Kassel)

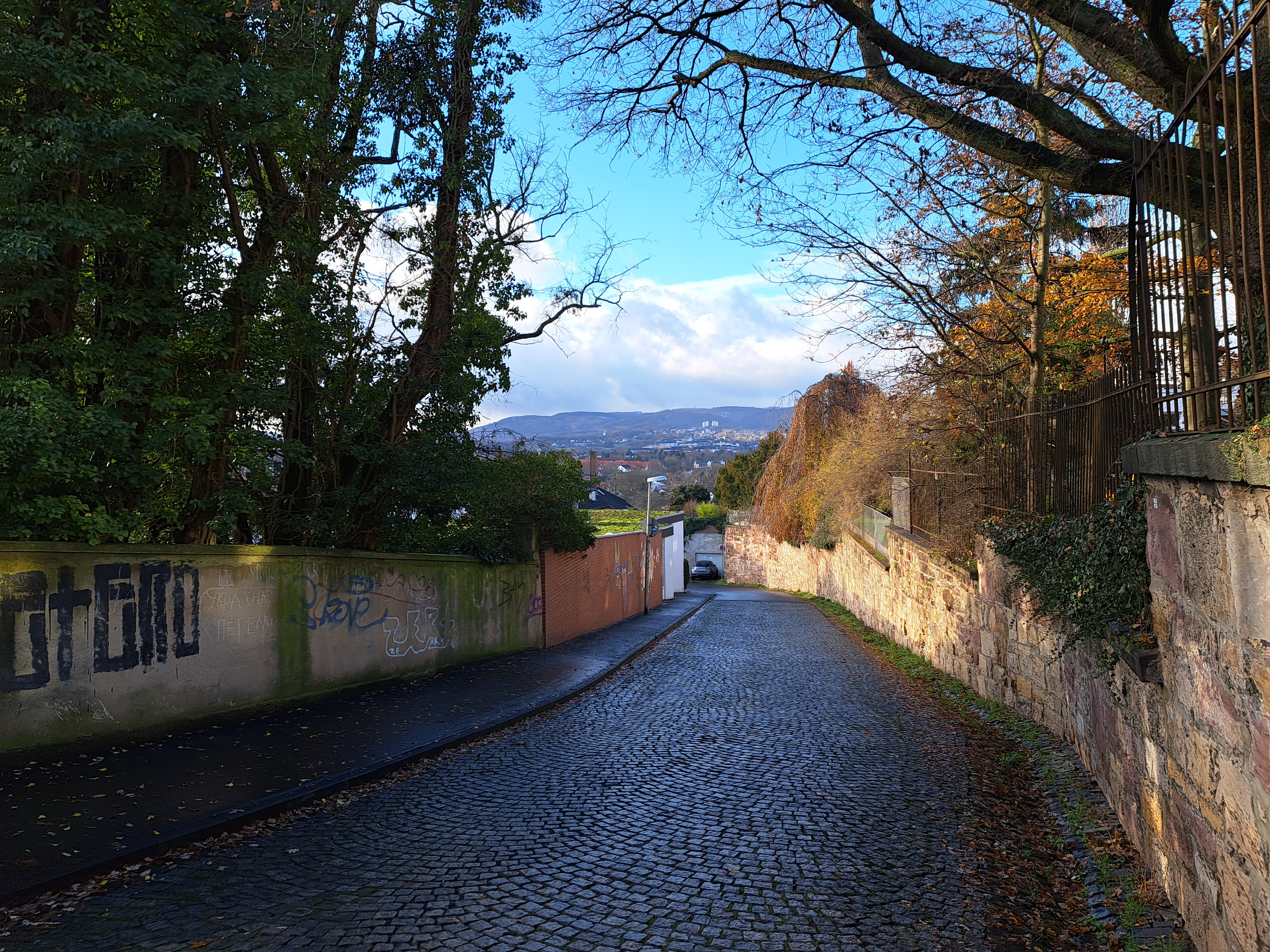
Blick den Kasseler Schlangenweg hinab

Der Schlangenweg ist eine seit 1878 bestehende Innerortsstraße in Kassel. Sie befindet sich am westlichen Ausläufer des Weinbergs und überwindet mit ihrer namensgebenden Serpentine etwa 25 Höhenmeter. Die Straße zweigt von der Terrasse im Stadtteil Mitte ab und mündet in der Südstadt in der Pfannkuchstraße und dem Philosophenweg. Der Schlangenweg bildet gemeinsam mit seiner Randbebauung eine denkmalgeschützte Gesamtanlage aus stadtbaugeschichtlichen Gründen.

## Geschichte

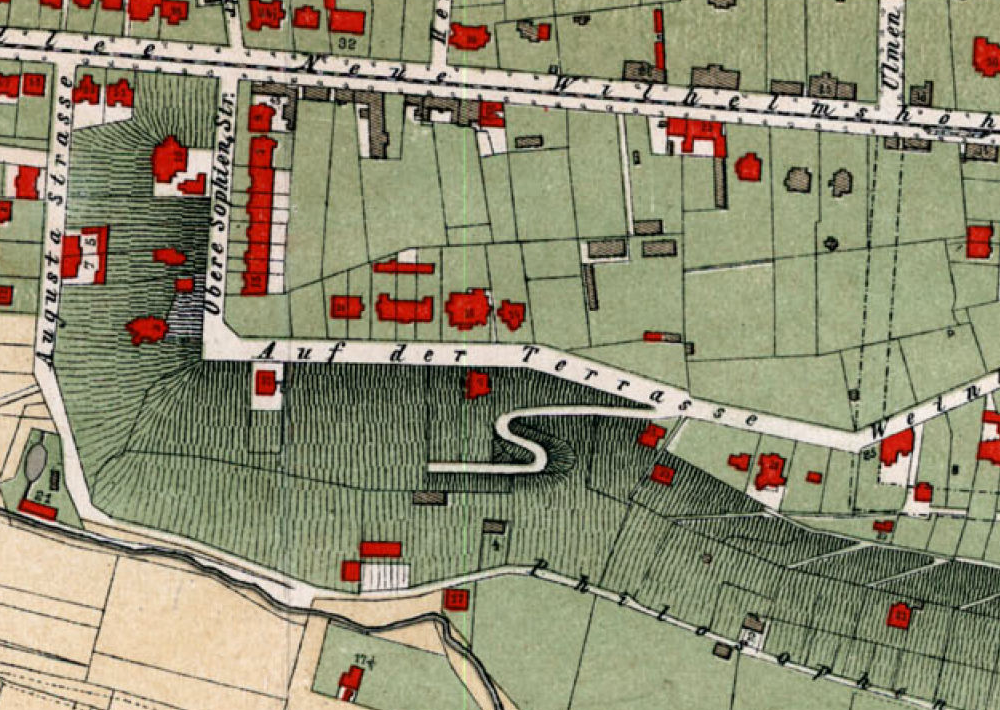
Der Schlangenweg als privater Erschließungsweg bis 1878

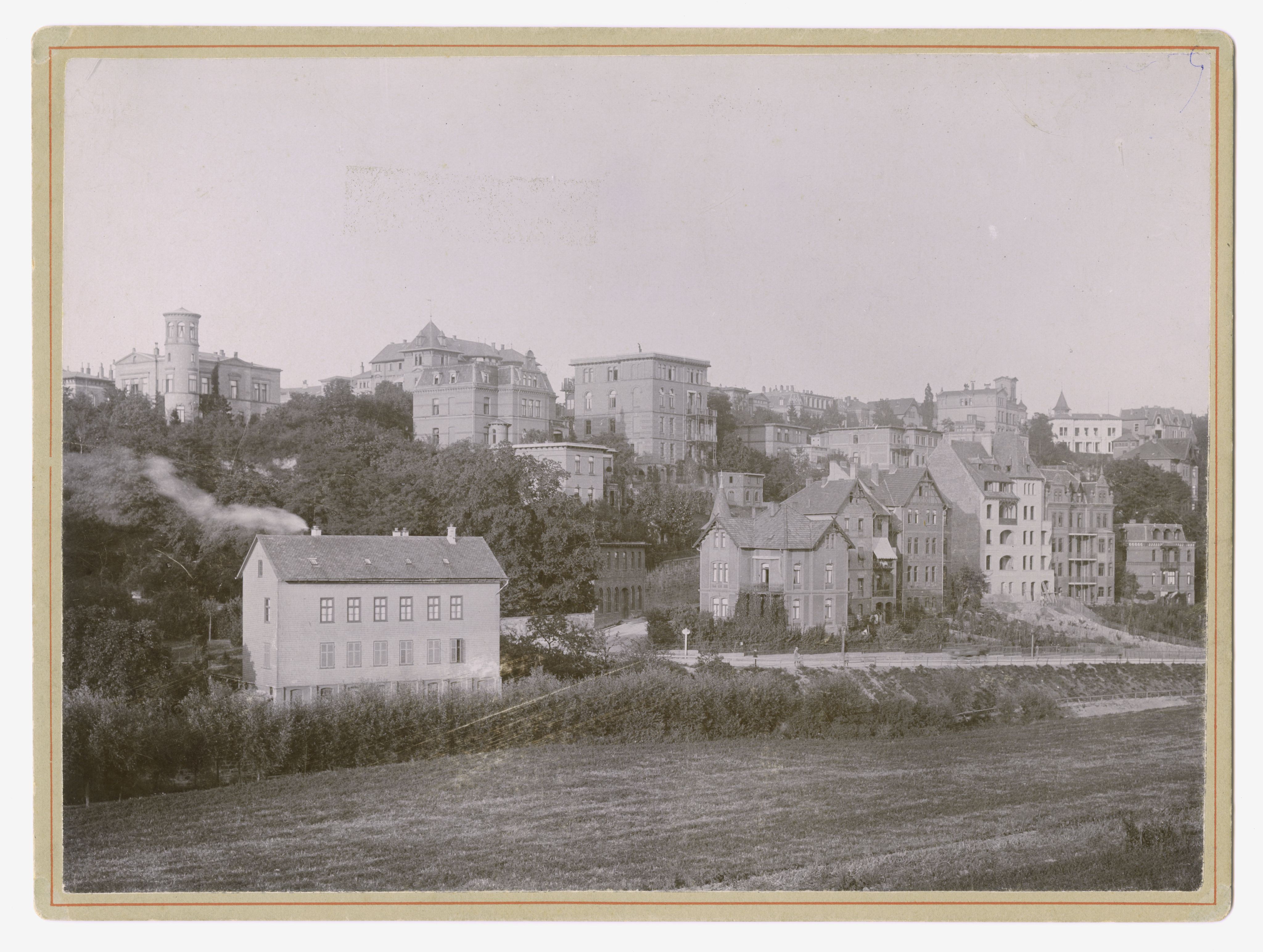
Blick aus dem Tal der Drusel auf den Schlangenweg um 1895. Links die Schleifmühle, am Horizont die Villen an der Terrasse

Der Kasseler Weinberg, aus Gesteinen des Muschelkalks, bildet einen auffälligen Höhenrücken im Zentrum der Stadt. Der nach Süden gerichtete Hangrücken wurde ab dem frühen Mittelalter als Weinbaufläche genutzt. Ende des 18. Jahrhunderts endete die landwirtschaftliche Nutzung und die Fläche wurde parzelliert und zunehmend zur bevorzugten Wohnlage des Bürgertums. Der Schlangenweg verdankt seine Existenz einem Landhaus am Philosophenweg. Das sogenannte Schlösschen Sanssouci wurde vielleicht bereits 1775 errichtet und diente bis zu seiner Zerstörung im Zweiten Weltkrieg Wohnzwecken, wurde zwischenzeitlich auch als Gastronomie genutzt.

„Von dem Rücken des Weinberges steigt man in das Gut des Herrn Forstraths von Malsburg hinab, wo ein teutscher Büreau-Chef des Kriegs-Ministeriums seine Landesverweisung erlebt, und nachher sein Landsmann, ein Berliner, vormals Employe, eine Schenke unter dem vielversprechenden, am allerwenigsten aber auf ihm selbst passenden Aushängeschild ,Sans souci' errichtet hatte.“

Zur Erschließung des Grundstückes des Anwesens aus dem höher gelegenen Stadtzentrum wurde ein Stichweg von der Terrasse aus angelegt. Bauherr des ersten Teils in den 1860er Jahren war der Bankier Karl Wedekind, dessen unweit entfernt stehende Villa Glitzerburg so auf kürzerem Weg zu erreichen war. Im jungen Kaiserreich begann eine weitere Parzellierung der umliegenden Grundstücke und deren Bebauung mit Villen und Mietshäusern. In diesem Zuge wurde die ehemalige private Zuwegung 1878 zu einer Straße ausgebaut und mündet gegenüber der Schleifmühle unteren Ende der Augustastraße (heute Pfannkuchenstraße). Die Bezeichnung der vor 1923 abgebrochenen Mühle als „Huren-Küche“, lässt nicht nur auf einen topografischen, sondern auch gesellschaftlichen Unterschied zwischen dem oberen und dem unteren Ende der Straße schließen.
Große Teile der gründerzeitlichen Erstbebauung bestehen bis heute. Es handelt sich zum Teil um ehemalige Wirtschaftsgebäude der oberhalb gelegenen Villen, zum anderen um Mietshäuser der Zeit bis 1900. Nachverdichtete Grundstücke (Nr. 1b) oder nach Kriegsschäden wiederaufgebaute Gebäude zeichnen sich durch einen gehobenen Anspruch aus, wie ein Neubau von Emil Pohle (Nr. 13). Eine Besonderheit war die, vom ausgehenden 19. Jahrhundert bis in die zweite Hälfte des 20. Jahrhunderts bestehenden und in den Grundbüchern festgeschriebene Regelung, dass die Bebauung des Schlangenweges die Aussicht der Häuser an der Terrasse nicht verdecken durften.